# Забезпечувально-будівничий центр Міністерства оборони Японії

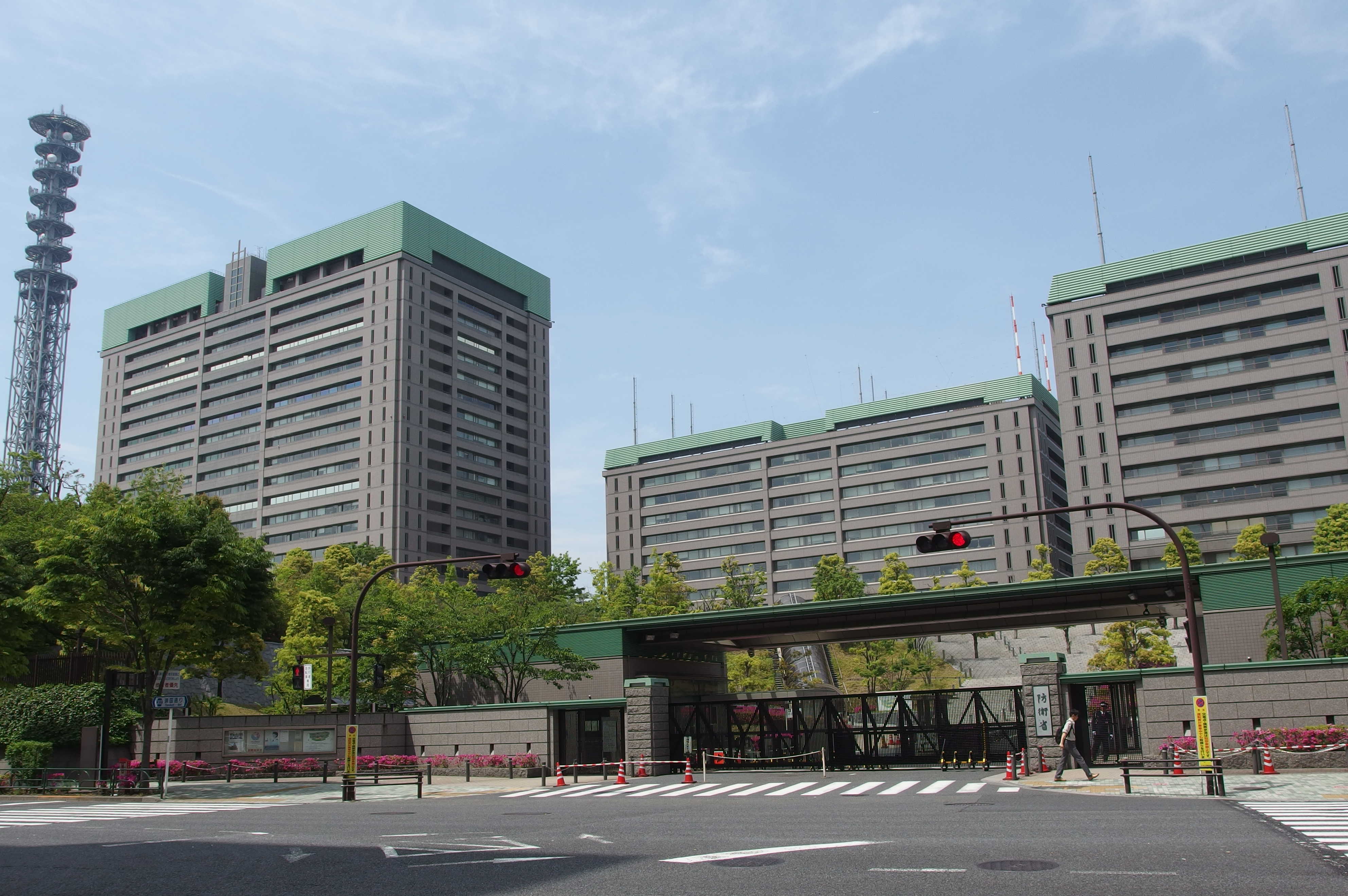
Забезпечувально-будівничий центр розташований в корпусі D (праворуч) будівлі Міністерства оборони.

Забезпечувально-будівничий центр Міністерства оборони Японії (яп. 装備施設本部, そうびしせつほんぶ, собі сісецу хонбу; англ. Equipment Procurement and Construction Office, EPCO） — центральна урядова установа в Японії, що займається майновим і матеріальним забезпеченням Сил Самооборони. Особливий орган Міністерства оборони. 

## Основні повноваження
Відповідає за будівництво, ефективне використання та догляд установ в місцях дислокації Сил Самооборони. 

## Заснування
Створений 1 вересня 2007 року.

## Попередники
- 1954 — 2001: Постачально-операційний центр (яп. 調達実施本部, ちょうたつじっせつほんぶ, тьотацу дзіссецу хонбу; англ. Central Procurement Office, CPO).
- 2001 — 2006: Контрактний центр (яп. 契約本部, けいやくほんぶ, кейяку хонбу; англ. Central Contract Office, CCO).
- 2006 — 2007: Забезпечувальний центр (яп. 装備本部, そうびほんぶ, собі хонбу; англ. Equipment Procurement Office, EPO).